# Raon-sur-Plaine
Raon-sur-Plaine [ʁaɔ̃ syʁ plɛn] ist ein Dorf und eine Gemeinde mit 139 Einwohnern (Stand 1. Januar 2022) im französischen Département Vosges in der Region Grand Est (bis 2015 Lothringen). Die Gemeinde gehört zum Arrondissement Saint-Dié-des-Vosges und zum Gemeindeverband Saint-Dié-des-Vosges.

## Geografie

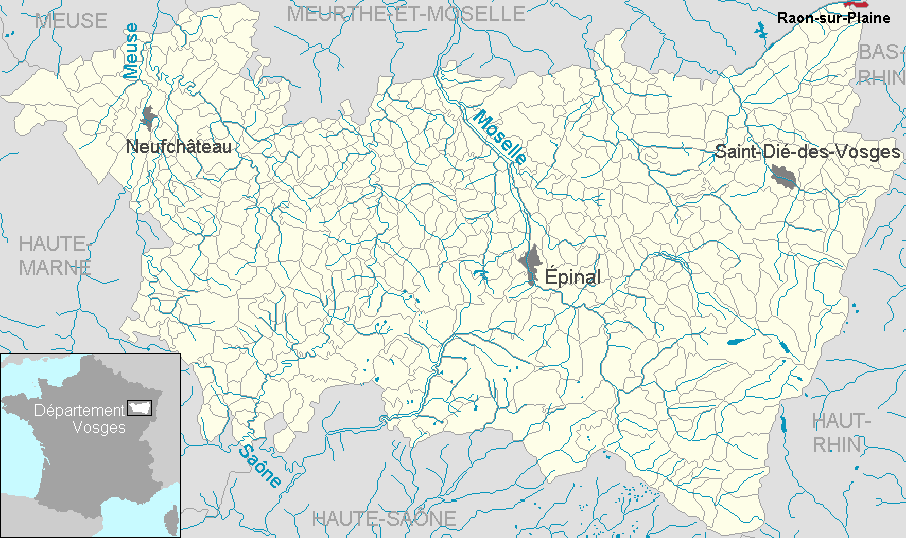
Lage der Gemeinde Raon-sur-Plaine im Département Vosges

Die Gemeinde Raon-sur-Plaine liegt im oberen Plainetal auf etwa 430 Metern Höhe. Die nördlichste Gemeinde des Départements Vosges wird zusammen mit der unmittelbar nordöstlich anschließenden Gemeinde Raon-lès-Leau fast vollständig vom Département Bas-Rhin (ehemalige Region Elsass) umschlossen. Auf elsässischer Seite, drei Kilometer westlich der Gemeinde Raon-sur-Plaine erhebt sich der 1008 Meter hohe Donon, der den höchsten Punkt der nördlichen Vogesen markiert. Raon-sur-Plaine hat eine Fläche von 349 Hektar, wovon vor dem Durchzug von Orkan Lothar im Jahr 1999 mehr als 85 % bewaldet waren. Das Waldgebiet um Raon gehört zum Forêt des Bois Sauvages und besteht hauptsächlich aus Nadelhölzern. Nachbargemeinden von Raon-sur-Plaine sind Raon-lès-Leau im Norden, Grandfontaine im Osten und Süden, Luvigny im Südwesten sowie Bionville im Westen.

## Geschichte

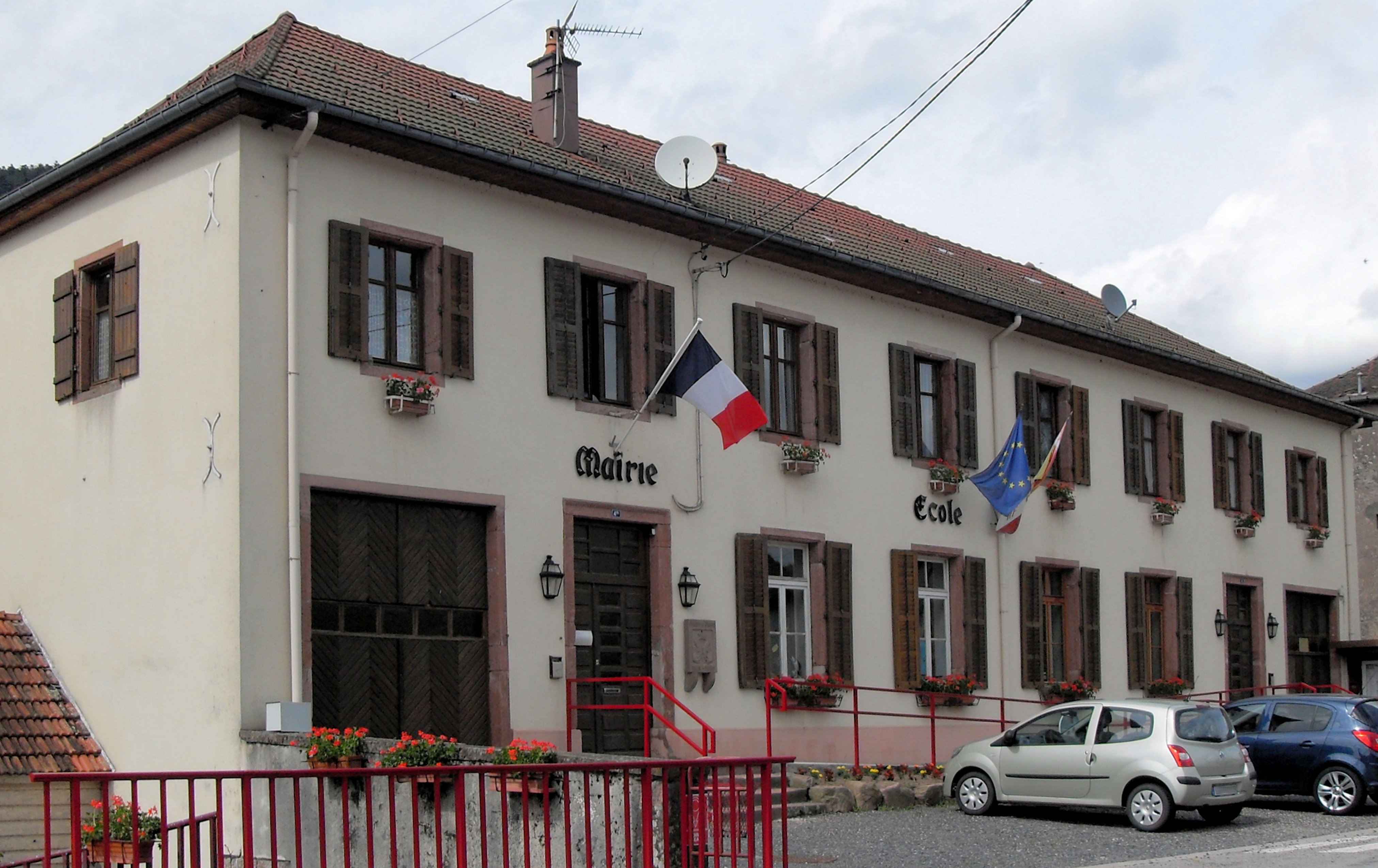
Rathaus- und Schulgebäude

Die Trennung der beiden unmittelbar angrenzenden Dörfer Raon-sur-Plaine und Raon-lès-Leau durch den Flusslauf der Plaine hat ihren Ursprung in der Vermählung Christines zu Salm, die das halbe Fürstentum Salm erbte, mit Franz II., dem Grafen von Vaudémont.
Die Lage beider Dörfer auf einer „Zunge“, die im Norden, Osten und Süden von elsässischem Gebiet umrahmt wird, ist auf den Vertrag von Frankfurt im Mai 1871 zurückzuführen. Raon-sur-Plaine und Raon-lès-Leau gehörten danach zunächst zum Reichsland Elsaß-Lothringen. Durch Grenzbereinigungen, die hauptsächlich auf den Vogesenkamm als Demarkationslinie hinausliefen, kamen die Dörfer wieder zu Frankreich, jedoch zum Preis, die 1800 Hektar umfassende, an Nutzholz reiche Umgebung im deutschen Elsass zu belassen. Die deutschen Niederlagen 1918 und 1945 änderten trotz Protesten der Einheimischen nichts mehr an der Grenzziehung.
Im Artikel 2 des Vertrages von Frankfurt wurde den Einwohnern der abgetretenen Gebiete gestattet, ihren Wohnsitz nach Frankreich zu verlegen. Dies führte zu einem großen Strom von Flüchtlingen, die über das Breuschtal und über den Col du Donon die deutsch-französische Grenze erreichten und zuerst in Raon-sur-Plaine ankamen. Aus diesem Grund wurde das Denkmal für Kriegsflüchtlinge und Kriegsgefangene im Dorfzentrum errichtet.

### Einwohnerentwicklung
| Jahr      | 1962 | 1968 | 1975 | 1982 | 1990 | 1999 | 2006 | 2012 | 2022 |
| --------- | ---- | ---- | ---- | ---- | ---- | ---- | ---- | ---- | ---- |
| Einwohner | 194  | 168  | 141  | 148  | 143  | 143  | 157  | 160  | 139  |

Im Jahr 1841 wurde mit 695 Bewohnern die bisher höchste Einwohnerzahl ermittelt. Die Zahlen basieren auf den Daten von cassini.ehess und INSEE.

## Sehenswürdigkeiten
- Denkmal für Kriegsflüchtlinge

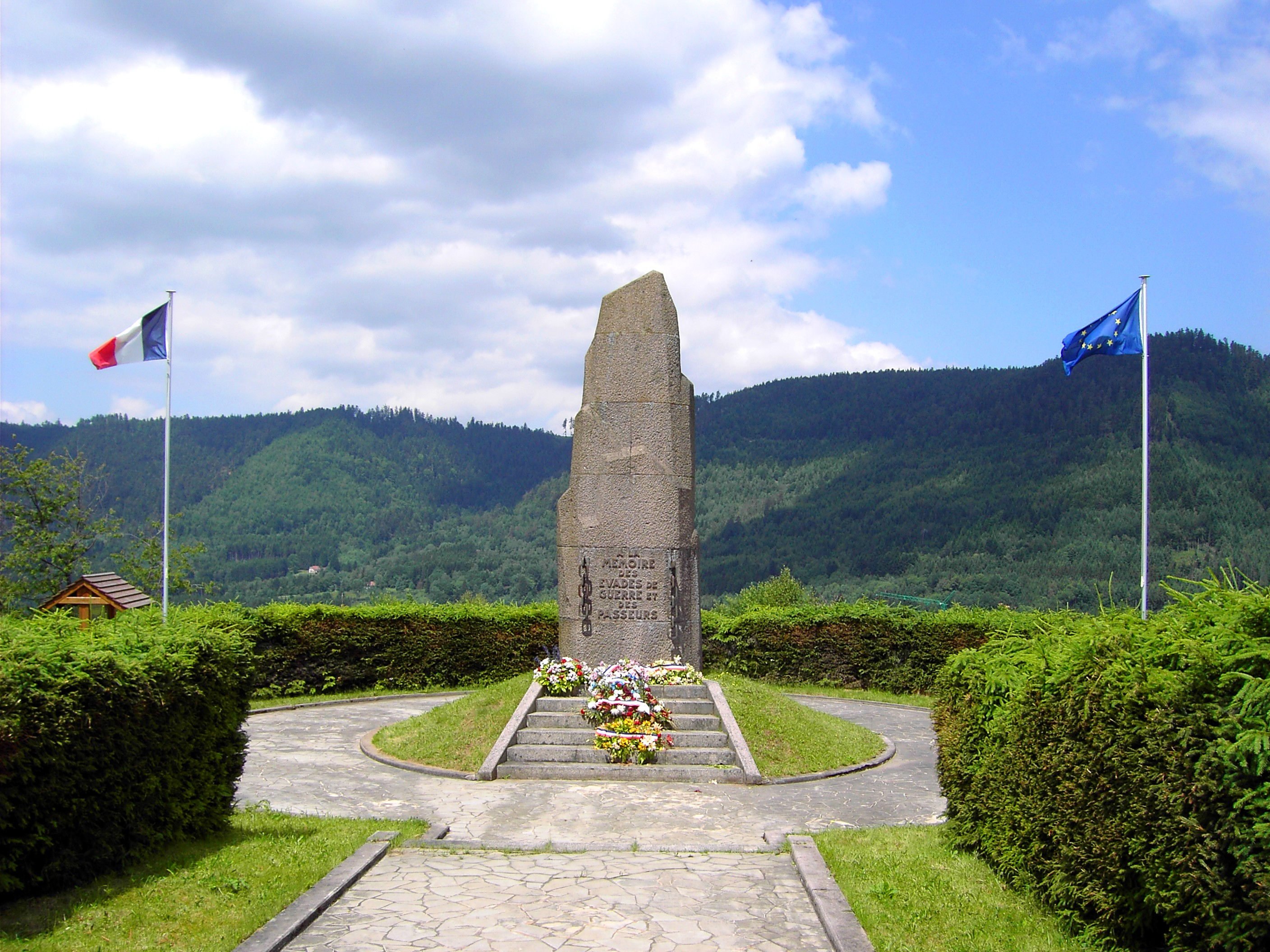
Flüchtlingsdenkmal

- Kirche Saint-Mansuy in neogotischem Stil aus dem Jahr 1860

## Wirtschaft und Infrastruktur
Raon-sur-Plaine verfügt über ein Lebensmittelgeschäft, eine Poststelle und zwei Gaststätten. An einer alten Wassermühle arbeitet bis heute ein Sägewerk. In der Gemeinde sind drei Landwirtschaftsbetriebe ansässig (Milchwirtschaft, Ziegen- und Schafzucht). Darüber hinaus ist die Vermietung von Ferienhäusern von Bedeutung.
Der Siedlung Raon-sur-Plaine folgt im Wesentlichen der früheren Route nationale 392, die hier das Plainetal verlässt und in Richtung Schirmeck (Elsass) zum 718 Meter hohen Col du Donon ansteigt.

## Belege
1. ↑  Raon-sur-Plaine auf cassini.ehess.fr
2. ↑  Raon-sur-Plaine auf INSEE
3. ↑  Landwirtschaftsbetriebe auf annuaire-mairie.fr (französisch)